# Qalacıq
Qalacıq (ryska: Каладжык) är en ort i Azerbajdzjan.   Den ligger i distriktet Qusar Rayonu, i den nordöstra delen av landet, 170 km nordväst om huvudstaden Baku. Qalacıq ligger 394 meter över havet och antalet invånare är 1 313.
Terrängen runt Qalacıq är platt åt nordost, men åt sydväst är den kuperad. Runt Qalacıq är det ganska glesbefolkat, med 48 invånare per kvadratkilometer.. Närmaste större samhälle är Qusar, 11,6 km sydväst om Qalacıq.
Trakten runt Qalacıq består till största delen av jordbruksmark.